# Stadtpark (Strzelce Opolskie)
Der Stadtpark in Strzelce Opolskie (Groß Strehlitz) ist ein 1832 von Graf Andreas Renard nach englischem Vorbild angelegter Park.

## Geschichte

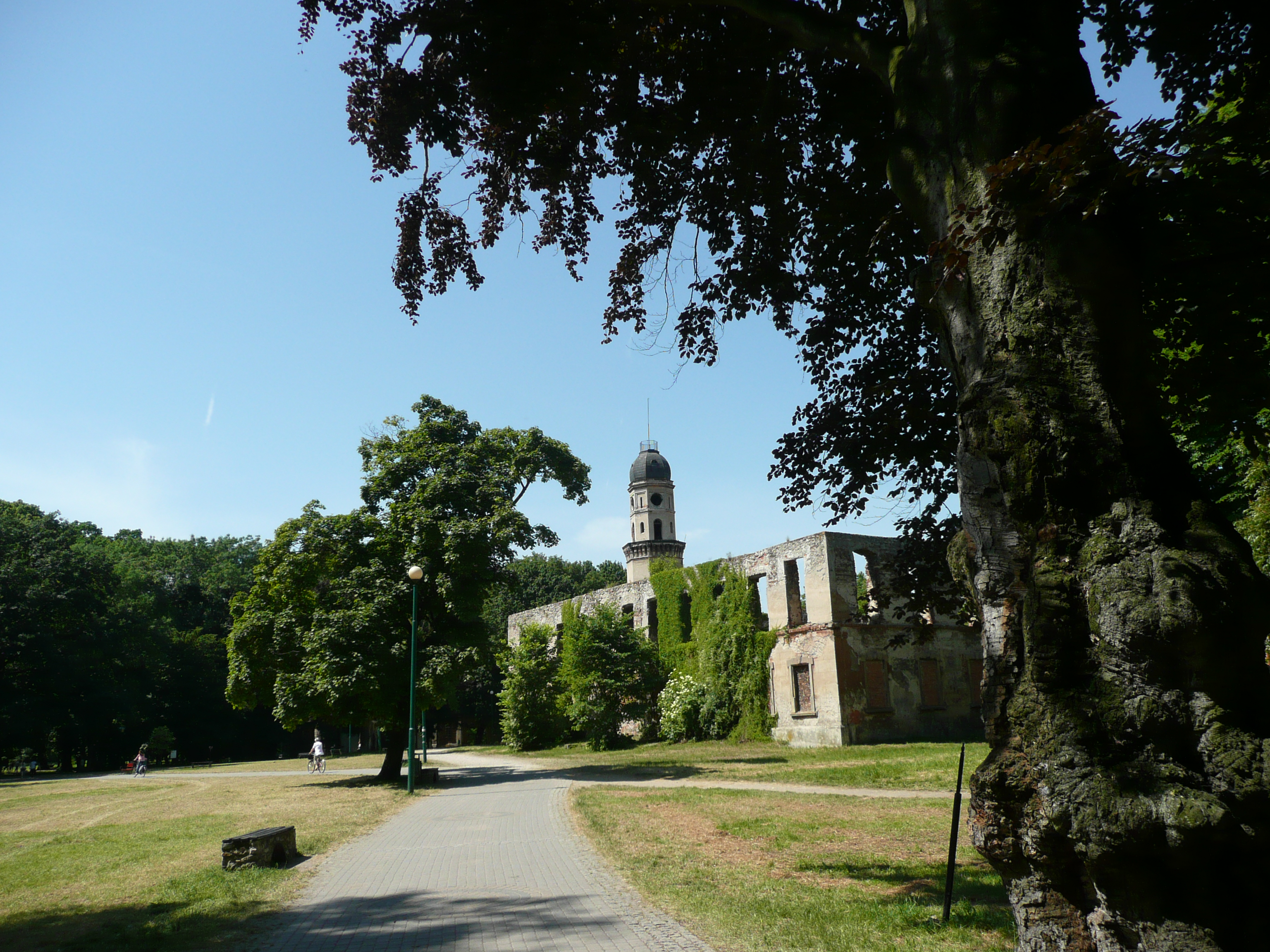
Anblick auf das Schloss von einem Parkweg

Andreas Renard wurde 1815 Eigentümer der Güter Groß Strehlitz. Begeistert von den Englischen Landschaftsgärten, die er während seiner Studien in England gesehen hatte, wollte er vor seinem Schloss eine ebenso schöne Gartenanlage anlegen. Deshalb beauftragte er seinen Gärtner Schmidt, einen entsprechenden Entwurf zu erstellen und schickte ihn zu Studien nach England. Als er 1832 zurückkam, begann er mit der Umsetzung des Projektes, das fast dreißig Jahre in Anspruch nahm.

## Flora im Park
Im Park wachsen vor allem heimische Laubbäume und Zierpflanzen: Weiß- und Schwarz-Pappeln, Silber- und Berg-Ahorne, Sumpf-Eichen, Rosskastanien, Rotbuchen, Sommerlinden, Hainbuchen, Eschen, Magnolien, Forsythien, Flieder, und Sanddorne. Es gibt auch einige Nadelbäume (dreihundertjährige Eiben, Douglasien, Weymouth- und Zirbelkiefern, Tannen) und nicht heimische Zierbäume (Ginkgos, ahornblättrige Platanen, Tulpenbäume).

## Bauwerke und Objekte im Park

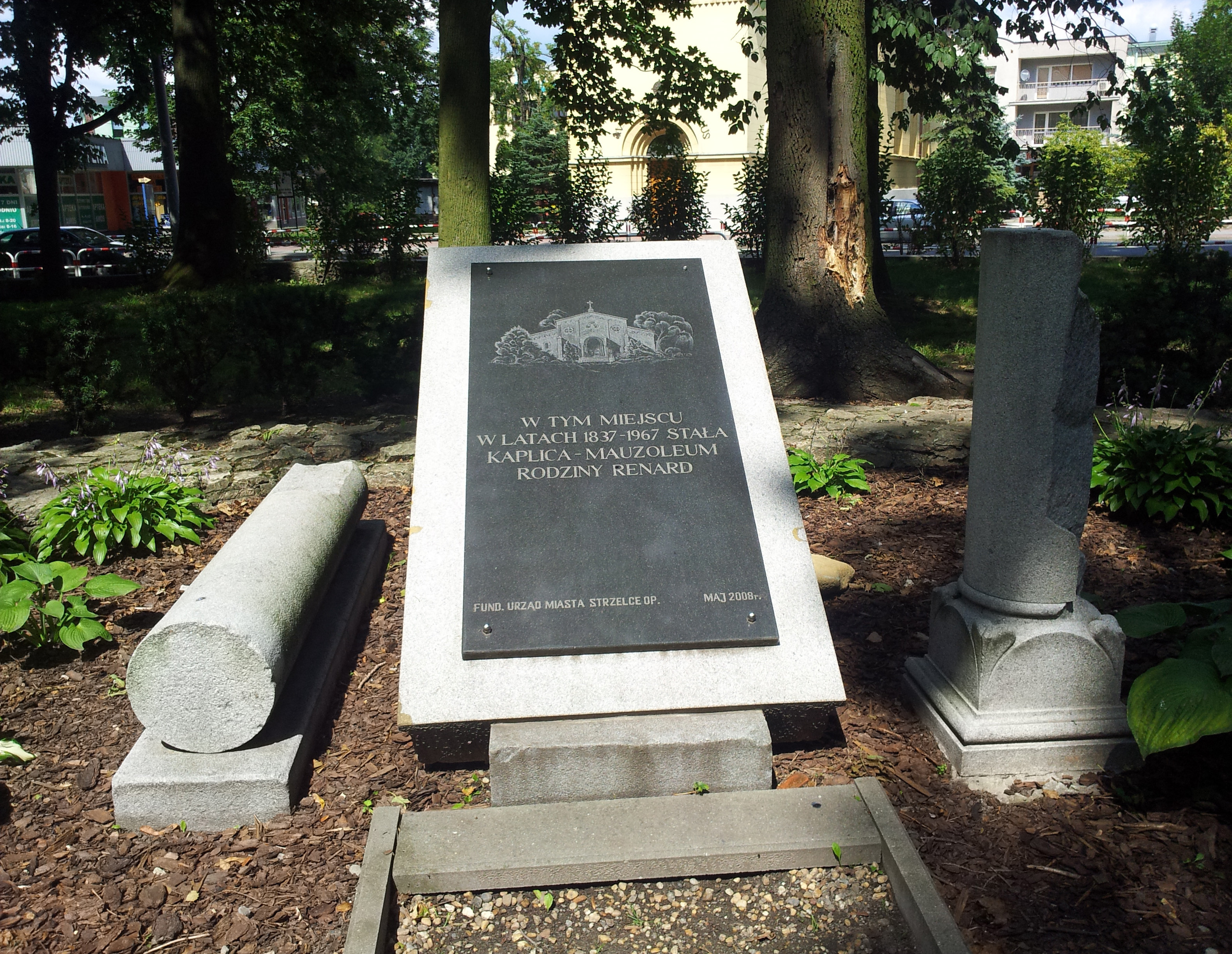
Gedenktafel für die Kapelle-Mausoleum der Familie Renard. Dahinter befindet sich die Fronleichnamskirche

Um 1837 begann Graf Andreas mit dem Bau einer Kapelle im Park. Der Bau diente auch als Mausoleum der Familie. Nach dem Übergang Schlesiens an Polen 1945 wurde die stark zerstörte Kapelle in den 1960er Jahren abgerissen und die Toten aus dem Mausoleum auf den Friedhof bei der Barbarakirche umgebettet. 
1840 veranlasste der Graf den Bau eines Aussichtsturmes, der ein Geschenk für seine Frau sein sollte. Der als Ischlturm bezeichnete Bau befindet sich im südlichen Teil des Schlossparks.
Im Park entstanden viele andere Bauten und Objekte, u. a. eine Orangerie, ein Gewächshaus für Ananaspflanzen, ein klassizistischer Tempel, eine Fasanerie und eine Statue der Göttin Ceres. Mit Ausnahme von Fasaneriegebäude existieren sie heute nicht mehr. Am 21. Januar 1945, als sowjetische Truppen Groß Strehlitz verließen, setzten sie die Stadt und das Schloss in Brand. Der Park wurde damals ebenfalls verheert.